# Rajd

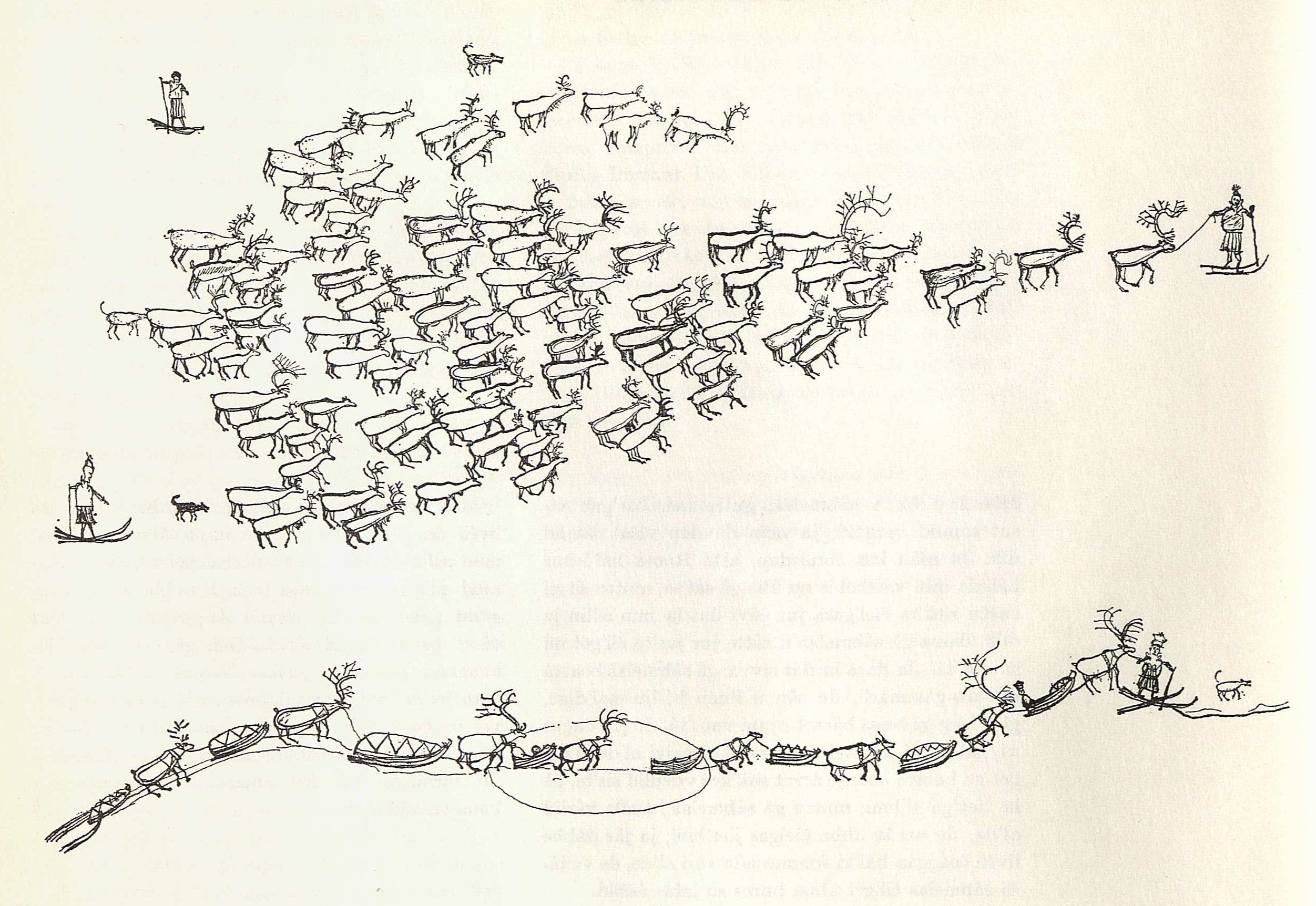
Rajd, av Johan Turi

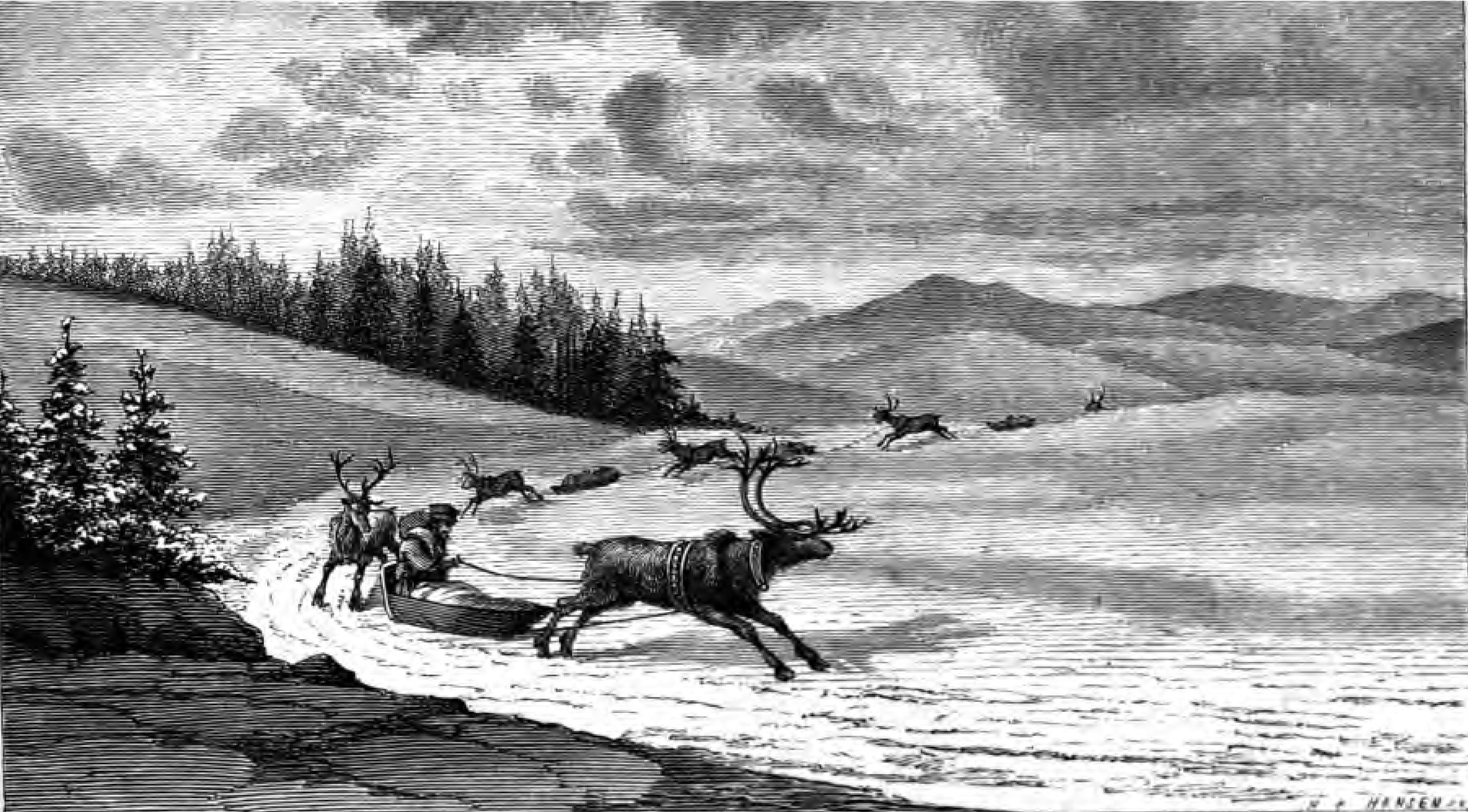
Rajd avbildad i boken Lappiske eventyr av J.A. Friis

En rajd är ett tåg av renar som förr användes av renägande samer i fjällsamebyar under vårvinter och höstvinter för att transportera tillhörigheter mellan sommarvisten och vintervisten. På snöföre var rajden en dragrajd med (ibland) sammanbundna draghärkar med ackjor. På barmark var rajden en klövjerajd av renar med last på ryggen.
Renhjordarna i en sita gick delvis skilda från rajden vid dessa säsongsmässiga förflyttningar mellan betesområden.

## Rajdordning
Rajden var strikt organiserad. Enligt uppgifter från Åsele lappmark i början av 1800-talet var ackjorna packade på följande sätt under flyttningen från höstvistet till vinterlandet i november–december:
1. Handackjan (kät-keretz) var den främsta ackjan. Där sattes små barn, väl inbäddade i sängkläder bestående av renfällar och ranor.
2. Kläder förvarades i den andra ackjan.
3. Renostar tillverkade under sommaren lades i den tredje ackjan. Dessa utgjorde en värdefull handelsvara och användes även som tionde till prästen och domaren.
4. Köttackjan var den fjärde ackjan.
5. Kaggar med kvanne inlagd i renmjölk som sedermera koagulerat följde i den femte ackjan, kallad kombo-keretz.
6. Smörackjan, vuoje-keretz, var den sjätte ackjan. Trots namnet innehöll den inte smör utan rengrädde som förvarades torkad i blåsor. Även torrkött lades i denna ackja.
7. Kitteln av mässing eller järn transporterades i kittelackjan, kebne-keretz. Tältduken av vadmal och matskålarna av trä lades i samma ackja.
8. Fisk transporterades i den åttonde ackjan, qvele-keretz.
9. Verktygsackjan, rekkere-keretz, innehöll bland annat hyvlar.
10. Dyrbarheterna transporterades i den tionde och sista ackjan, som hade ett låsbart lock av tallbräder, till skillnad från de andra ackjorna som var öppna. Här lades exempelvis pengar, silver, kläder och ibland även matvaror. Rika personer kunde ha flera ackjor av detta slag.

## Rajdernas upphörande
Drag- och klövjerenarna har sedan lång tid tillbaka ersatts med andra transportmedel. I Jukkasjärvi socken användes dragrenar allmänt fram till början av 1930-talet. Efter ett par dåliga betesvintrar som ledde till att två tredjedelar av renarna dog, däribland de flesta dragrenar, övergick samerna i stället till att flytta med bil och järnväg. I de nordligare samebyarna och i Jokkmokks socken användes dragrenar något längre.
Klövjerenen användes i Karesuando socken och Saarivuoma sameby under höstflyttningarna fram till andra världskrigets utbrott. Längst levde bruket av klövjerenar kvar i Jokkmokk, där Jåhkågasska tjiellde flyttade med rajd genom Sarek fram till 1962.